# Wikipedia tiếng Séc
Wikipedia tiếng Séc là một phiên bản Wikipedia, một bách khoa toàn thư mở.